# Uaimuhi
Der osttimoresische Uaimuhi (portugiesisch Ribeira Uaimuhi, Wai-Mui) ist ein Fluss im Norden Timors in der Gemeinde Baucau. Außerhalb der Regenzeit fällt der Fluss wie die meisten anderen im Norden des Landes trocken.

## Verlauf
Der Uaimuhi entspringt im Suco Uaitame. Nach Norden fließend vereinigt er sich mit dem Uaicua. Im Suco Guruça mündet von links der Otorocaiboro und von rechts der Maucolo in den Uaimuhi. Der Maucolo entspringt in Guruça, der Otorocaiboro in Baguia und durchquert Abafala.
Nachdem der Uaimuhi einem Teil der Grenze zwischen Guruça und Afaçá gefolgt ist, fließt er in den Suco Tequinaumata. Hier mündet von Osten kommend der Bibilio in den Uaimuhi. Der Bibilio entspringt im Grenzgebiet zwischen Tequinaumata und Namanei. Zwei weitere Flüsse, aus Namanei und Afaçá kommend, münden in den Bibilio. Schließlich mündet der Uaimuhi beim Ort Laga in die Straße von Wetar.